# Festival Eurovisão da Canção 1986
O Festival Eurovisão da Canção 1986 (em inglês: Eurovision Song Contest 1986, em francês: Concours Eurovision de la chanson 1986 e em norueguês: Europeiske Melodi Grand Prix 1986) foi o 31º Festival Eurovisão da Canção e realizou-se em 3 de maio de 1986  na cidade de Bergen, na Noruega. A apresentadora foi Åse Kleveland. A jovem belga Sandra Kim foi a vencedora desse ano, interpretando a canção "J'aime la vie". Com apenas 13 anos, Sandra foi até ao momento a mais jovem vencedora da competição. As regras atuais exigem que os concorrentes têm de ter pelo menos 15 anos, portanto a não ser que as regras sejam alteradas, o seu recorde nunca será batido. A irreverente representante portuguesa, Dora, apresentou-se em palco com uma espalhafatosa saia verde-alface aos folhos e umas botas de tropa, o que lhe valeu enumeras fotos nas páginas de vários jornais por toda Europa.

## Local

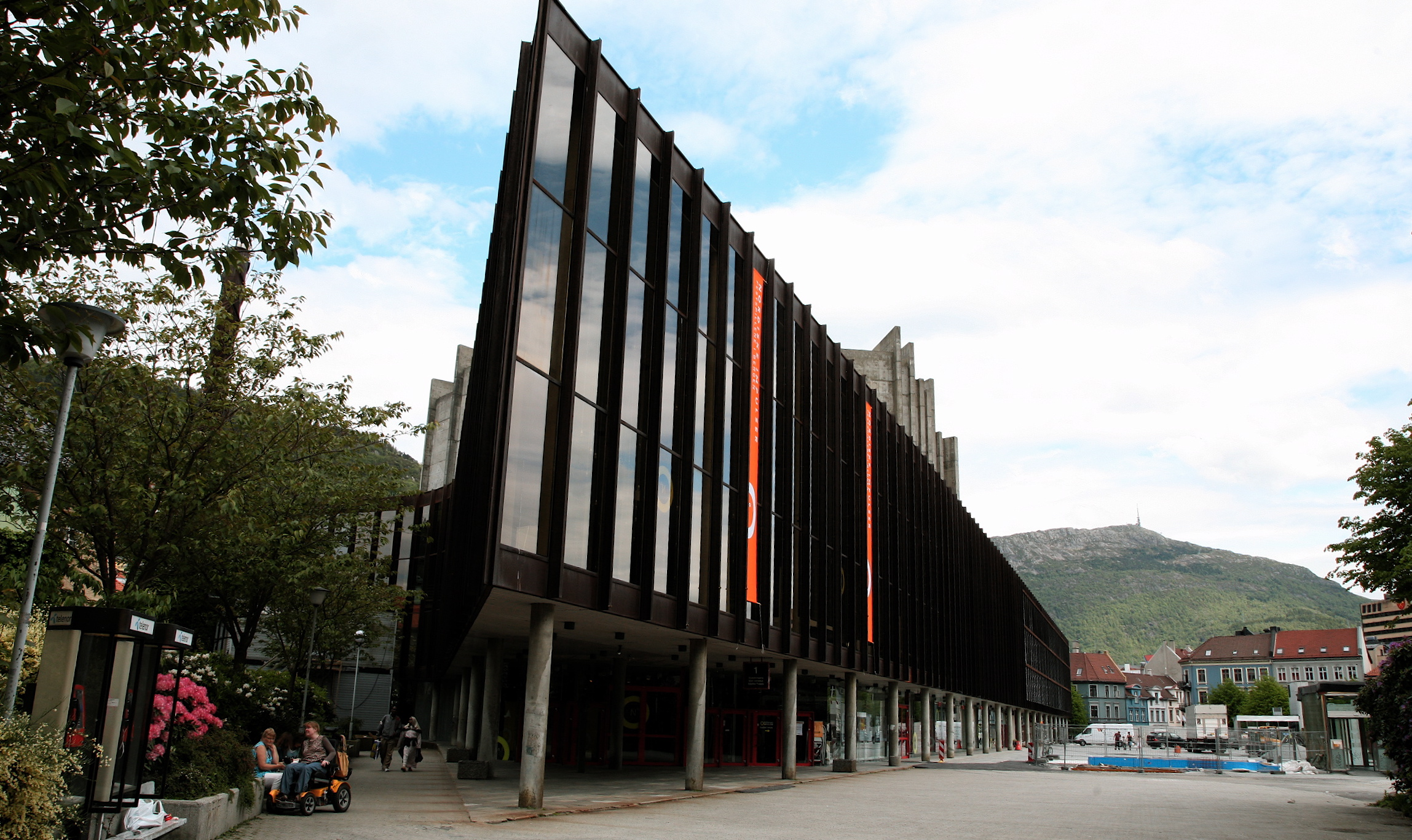
O Grieghallen, em Bergen.

O Festival Eurovisão da Canção 1986 ocorreu em Bergen, na Noruega. Bergen é a segunda maior cidade da Noruega, com uma população de aproximadamente 250 mil habitantes. A cidade está cercada por sete montanhas, o que lhe confere uma bela paisagem, mas também o título de cidade mais chuvosa da Europa. Bergen é um centro de cultura, comércio e universitário na costa oeste da Noruega. O compositor Edvard Grieg nasceu e viveu na cidade e lá compôs várias de suas mundialmente famosas peças. É uma cidade muito popular quer para turistas norugueses, quer para turistas estrangeiros, sendo um do principais pontos de paragens dos cruzeiros dos mares do norte da Europa. É o ponto de partida do barco Hurtigruten, que viaja pelas costas norueguesas até ao Kirkenes, sendo estação final da linha ferroviária de Bergen (Bergensbanen), que a liga a Oslo, por paisagens de grande beleza natural. Bergen teve a sua própria universidade (Universidade de Bergen) em 1946. Esta tem hoje cerca de 17 000 estudantes. A montanha amarela é maior das sete montanhas que rodeiam a cidade, com 987 metros de altura. Foi fundada em 1070, por Olav Kyrre, tendo sido a capital da Noruega até 1299, quando Oslo passou a ser a capital. Ainda assim, continuou a ser a maior cidade da Noruega até à década de 1830. Entre 1350 e 1750 pertenceu à Liga Hanseática. A parte antiga da cidade ligada à baía, chamada Bryggen, circundada por casas datando do tempo da Liga Hanseática, passou a integrar a lista do património da humanidade da Unesco, em 1979.
O festival em si realizou-se no Grieghallen, sala de concertos com capacidade de 1.500 lugares. O salão tem o nome do compositor norueguês Edvard Grieg nascido em Bergen, que foi diretor musical da Orquestra Filarmónica de Bergen entre 1880 e 1882. O Grieghallen também é famosa como o estúdio de gravação e da comunidade black metal, como muitas bandas importantes como Burzum, Mayhem ou Immortal gravando lá seus primeiros registros com discografia Deathlike Silence Productions e Pytten como técnico de som.

## Formato
A Islândia competiu pela primeira vez, com a emissora nacional RÚV, enquanto que a Grécia retirou-se, além de ser o 18º país a apresentar a sua canção. A razão para a retirada foi que a data desta edição da Eurovisão coincidiu com o Sábado Santo. A sua canção seria "Wagon-lit" (βάγκον λι) e seria interpretada por Polina. A emissora italiana, RAI, simplesmente decidiu não enviar uma delegação para Bergen.
A organização do concurso foi uma fonte de orgulho nacional em toda a Noruega. Portanto, várias cidades norueguesas apresentaram a sua candidatura para sediar o certame. No outono de 1985, a NRK decidiu escolheu Bergen para organizar a edição, derrotando Oslo, Stavanger, Sandnes e Trondheim. A televisão pública norueguesa divulgou um orçamento muito alto, a fim de apresentar a Noruega à melhor luz para o resto do mundo.
O núcleo da equipa técnica foi formado por John Andreassen (direção), Per Selstrøm e Harald Tusberg (produção executiva), Per Fjeld (cenário), Asbjørn W. Hagen, Tom Sundli e Willy Bettvik (iluminação) e Egil-Monn Iversen e Terje Fjærn (direção musical).

## Visual
A abertura da competição começou com um vídeo mostrando os fiordes noruegueses, com pinturas das mesmas paisagens, com a orquestra a tocar em direto "Na Gruta do Rei da Montanha", da peça Peer Gynt, de Grieg. O vídeo terminou com as vistas de Bergen e do Grieghallen. 
Åse Kleveland entrou e cumprimentou os espectadores cantando "Welcome to Music", em inglês, francês e alemão. A orquestra tocou um trecho de Te Deum de Marc-Antoine Charpentier. Depois, fez as apresentações habituais, começando por sublinhar que os Jogos Olímpicos e o Festival Eurovisão da Canção têm pelo menos uma coisa em comum: o importante não é ganhar, mas participar.
A orquestra, dirigida por Egil Monn-Iversen, ficava à esquerda do palco, num pódio separado. A mesa do supervisor foi instalada na plateia, ao pé de uma tela gigante, do mesmo lado da orquestra. O quadro de votação estava à direita do palco. Este último consistia numa grande plataforma elevada de forma irregular, delimitada por néons luminosos, criando um gradiente de azul a rosa. O acesso ao palco era feito por uma escada de nove degraus, forrada de luzes azuis e cor-de-rosa. Esta escadaria foi encimada por um arco móvel. O arco e outros elementos decorativos reproduziam cristais de rocha gigantes, translúcidos e iluminados por dentro. Toda a cena assumiu cores azul, rosa e laranja, dependendo das atuações. O cenário do palco foi inspirado num icebergue.
A apresentadora foi Lill Lindfors, que falou aos espectadores em inglês e francês. A primeira roupa que ela usava era um vestido incrustado de diamantes, feito especialmente para a ocasião e pesando nada menos que 6,8 kg.
Os cartões postais consistiam em vídeos turísticos da Noruega, terminando com a bandeira do país participante. Em seguida, apareceu um verdadeiro cartão postal, em que foi escrito na língua nacional do país: "Saudações para Noruega de [nome do país]". Os nomes dos autores e compositores, assim como o título da música, foram escritos no mapa. Finalmente, os intérpretes apareceram na tela, com, no fundo, uma imagem turística. Åse Kleveland então apresentou os intérpretes e maestros, dando algumas explicações adicionais sobre eles e segurando na sua mão uma reprodução em miniatura da bandeira dos países participantes.
O intervalo foi ocupado pela apresentação ao público internacional da cantora de Bergen Sissel Kyrkjebø, que interpretou, junto com o músico Steinar Ofsdal e um coro infantil, um vídeo filmado na cidade durante toda a mesma semana e em o que interpretou uma seleção de canções entre a população local. O intervalo terminou com a jovem no palco tocando, rodeada pela orquestra, um fragmento de "Udsigter fra Ulriken", o hino regional de Bergen popularmente conhecido com nomes como "Nystemten" e "Bergensiana".
A família real norueguesa esteve presente no recinto, representador pelo príncipe Haroldo, princesa Sónia, o príncipe Haquino Magno e a princesa Marta Luísa.
A edição foi marcada por três eventos: pela homenagem feita a Ossi Runne, maestro finlandês, que recebeu uma ovação especial porque estava a comemorar a sua vigésima participação no concurso; pelo facto da atuação norueguesa ter um grupo de drag queens, vestidos com roupas estilizadas com reminiscências do século XVIII; e também pela vencedora. Sandra Kim que afirmava ter 15 anos para poder participar, tinha apenas 13 quando se sagrou vencedora, tornando-se assim na mais jovem vencedora do Festival Eurovisão da Canção. Após se ter descoberto esta mentira, a Suíça (2º lugar) exigiu de imediato e, sem êxito, a desclassificação da Bélgica.

## Votação
Cada país tinha um júri composto por 11 elementos, que atribuiu 12, 10, 8, 7, 6, 5, 4, 3, 2, 1 pontos às dez canções mais votadas.
O supervisor executivo da EBU foi Frank Naef.
Durante a votação, a câmera fez vários close-ups dos artistas. Em particular, Sandra Kim, Daniela Simmons e Ingrid Peters apareceram.
O porta-voz do júri holandês foi o único a fazer um comentário durante o processo. Depois de outorgar um ponto para a Finlândia, dois para a Noruega, três para a Suécia, quatro para a Dinamarca e cinco para a Islândia, acrescentou: "Isso deve ser suficiente para a Escandinávia, eu acho".

## Participações individuais
Predefinição:Participações Individuais ESC1986

## Participantes

Países participantes

| País          | Título original da Canção            | Artista                     | Processo                                                | Data da Selecção        |
| País          | Tradução em Português                | Idiomas de Interpretação    | Processo                                                | Data da Selecção        |
| ------------- | ------------------------------------ | --------------------------- | ------------------------------------------------------- | ----------------------- |
| Alemanha      | "Über die Brücke geh'n"              | Ingrid Peters               | Ein lied für Bergen 1986                                | 27 de março de 1986     |
| Alemanha      | Atravessar a ponte                   | Alemão                      | Ein lied für Bergen 1986                                | 27 de março de 1986     |
| Áustria       | "Die Zeit ist einsam"                | Timna Brauer                | Seleção interna                                         | -                       |
| Áustria       | O tempo sente-se sozinho             | Alemão                      | Seleção interna                                         | -                       |
| Bélgica       | "J'aime la vie"                      | Sandra Kim                  | Finale Nationale - Eurovision 1986                      | 2 de março de 1986      |
| Bélgica       | Amo a vida                           | Francês                     | Finale Nationale - Eurovision 1986                      | 2 de março de 1986      |
| Chipre        | "Tora Zo" (Τώρα ζω)                  | Elpida                      | Seleção interna                                         | -                       |
| Chipre        | Agora eu vivo                        | Grego                       | Seleção interna                                         | -                       |
| Dinamarca     | "Du er fuld af løgn"                 | Lise Haavik                 | Dansk Melodi Grand-Prix 1986                            | 22 de fevereiro de 1986 |
| Dinamarca     | Tu estás cheio de mentiras           | Dinamarquês                 | Dansk Melodi Grand-Prix 1986                            | 22 de fevereiro de 1986 |
| Espanha       | "Valentino"                          | Cadillac                    | Selecção Interna                                        | -                       |
| Espanha       | Valentino                            | Castelhano                  | Selecção Interna                                        | -                       |
| Finlândia     | "Never the end"                      | Kari Kuivalainen            | Euroviisut 1986                                         | 22 de fevereiro de 1986 |
| Finlândia     | Nunca o final                        | Finlandês                   | Euroviisut 1986                                         | 22 de fevereiro de 1986 |
| França        | "Européennes"                        | Cocktail Chic               | Sélection Française - Eurovision 1986                   | 22 de março de 1986     |
| França        | Europeias                            | Francês                     | Sélection Française - Eurovision 1986                   | 22 de março de 1986     |
| Grécia        | "Wagon-lit" (Βαγκόν λι)              | Polina                      | Seleção interna                                         | -                       |
| Grécia        | Vagão-leito                          | Grego                       | Seleção interna                                         | -                       |
| Irlanda       | "You Can Count on Me"                | Luv Bug                     | National Song Contest 1986                              | 30 de março de 1986     |
| Irlanda       | Podes contar comigo                  | Inglês                      | National Song Contest 1986                              | 30 de março de 1986     |
| Islândia      | "Gleðibankinn"                       | ICY                         | Íslenska Söngvakeppni Sjónvarpsins 1986                 | 15 de março de 1986     |
| Islândia      | O Banco da Alegria                   | Islandês                    | Íslenska Söngvakeppni Sjónvarpsins 1986                 | 15 de março de 1986     |
| Israel        | "Yavo Yom" (יבוא יום)                | Moti Giladi & Sarai Tzuriel | Kdam Eurovision 1986                                    | -                       |
| Israel        | Um dia virá                          | Hebraico                    | Kdam Eurovision 1986                                    | -                       |
| Iugoslávia    | "Željo moja"                         | Doris Dragović              | Pjesma Eurovizije 1986                                  | 7 de março de 1986      |
| Iugoslávia    | Meu desejo                           | Servo-Croata                | Pjesma Eurovizije 1986                                  | 7 de março de 1986      |
| Luxemburgo    | "L'amour de ma vie"                  | Sherisse Laurence           | Selecção Interna                                        | -                       |
| Luxemburgo    | O amor da minha vida                 | Francês                     | Selecção Interna                                        | -                       |
| Noruega       | "Romeo"                              | Ketil Stokkan               | Melodi Grand-Prix 1986                                  | 22 de março de 1986     |
| Noruega       | Romeu                                | Norueguês                   | Melodi Grand-Prix 1986                                  | 22 de março de 1986     |
| Países Baixos | "Alles heeft ritme"                  | Frizzle Sizzle              | Nationaal Songfestival 1986                             | 1 de abril de 1986      |
| Países Baixos | Tudo tem ritmo                       | Holandês                    | Nationaal Songfestival 1986                             | 1 de abril de 1986      |
| Portugal      | "Não sejas mau para mim"             | Dora                        | Festival RTP da Canção - Uma Canção Para A Noruega 1986 | 22 de março de 1986     |
| Portugal      | Não sejas mau para mim               | Português                   | Festival RTP da Canção - Uma Canção Para A Noruega 1986 | 22 de março de 1986     |
| Reino Unido   | "Runner in the Night"                | Ryder                       | A song for Europe 1986                                  | 2 de abril de 1986      |
| Reino Unido   | Corredor à noite                     | Inglês                      | A song for Europe 1986                                  | 2 de abril de 1986      |
| Suécia        | "E' de' det här du kallar kärlek?"   | Lasse Holm & Monica Törnell | Melodifestivalen 1986                                   | 22 de março de 1986     |
| Suécia        | Isto é aquilo a que tu chamas amor?' | Sueco                       | Melodifestivalen 1986                                   | 22 de março de 1986     |
| Suíça         | "Pas pour moi"                       | Daniela Simmons             | Schweizer Ausscheindung 1986                            | 25 de janeiro de 1986   |
| Suíça         | Não para mim                         | Francês                     | Schweizer Ausscheindung 1986                            | 25 de janeiro de 1986   |
| Turquia       | "Halley"                             | Klips ve Onlar              | Eurovision Şarkı Yarışması Türkiye Finali 1986          | 15 de março de 1986     |
| Turquia       | Halley                               | Turco                       | Eurovision Şarkı Yarışması Türkiye Finali 1986          | 15 de março de 1986     |

## Festival
| #   | País          | Idioma       | Artista                     | Canção                             | Lugar | Pontuação |
| --- | ------------- | ------------ | --------------------------- | ---------------------------------- | ----- | --------- |
| 1º  | Luxemburgo    | Francês      | Sherisse Laurence           | "L'amour de ma vie"                | 3º    | 117       |
| 2º  | Iugoslávia    | Servo-Croata | Doris Dragović              | "Željo moja"                       | 11º   | 49        |
| 3º  | França        | Francês      | Cocktail Chic               | "Européennes"                      | 17º   | 13        |
| 4º  | Noruega       | Norueguês    | Ketil Stokkan               | "Romeo"                            | 12º   | 44        |
| 5º  | Reino Unido   | Inglês       | Ryder                       | "Runner in the Night"              | 7º    | 72        |
| 6º  | Islândia      | Islandês     | ICY                         | "Gleðibankinn"                     | 16º   | 19        |
| 7º  | Países Baixos | Holandês     | Frizzle Sizzle              | "Alles heeft ritme"                | 13º   | 40        |
| 8º  | Turquia       | Turco        | Klips ve Onlar              | "Halley"                           | 9º    | 53        |
| 9º  | Espanha       | Castelhano   | Cadillac                    | "Valentino"                        | 10º   | 51        |
| 10º | Suíça         | Francês      | Daniela Simmons             | "Pas pour moi"                     | 2º    | 140       |
| 11º | Israel        | Hebraico     | Moti Giladi & Sarai Tzuriel | "Yavo Yom" (יבוא יום)              | 19º   | 7         |
| 12º | Irlanda       | Inglês       | Luv Bug                     | "You Can Count on Me"              | 4º    | 96        |
| 13º | Bélgica       | Francês      | Sandra Kim                  | "J'aime la vie"                    | 1º    | 176       |
| 14º | Alemanha      | Alemão       | Ingrid Peters               | "Über die Brücke geh'n"            | 8º    | 62        |
| 15º | Chipre        | Grego        | Elpida                      | "Tora Zo" (Τώρα ζω)                | 20º   | 4         |
| 16º | Áustria       | Alemão       | Timna Brauer                | "Die Zeit ist einsam"              | 18º   | 12        |
| 17º | Suécia        | Sueco        | Lasse Holm & Monica Törnell | "E' de' det här du kallar kärlek?" | 5º    | 78        |
| 18º | Dinamarca     | Dinamarquês  | Lise Haavik                 | "Du er fuld af løgn"               | 6º    | 77        |
| 19º | Finlândia     | Finlandês    | Kari Kuivalainen            | "Never the end"                    | 15º   | 22        |
| 20º | Portugal      | Português    | Dora                        | "Não sejas mau para mim"           | 14º   | 28        |

### Resultados
A ordem de votação no Festival Eurovisão da Canção 1986, foi a seguinte:

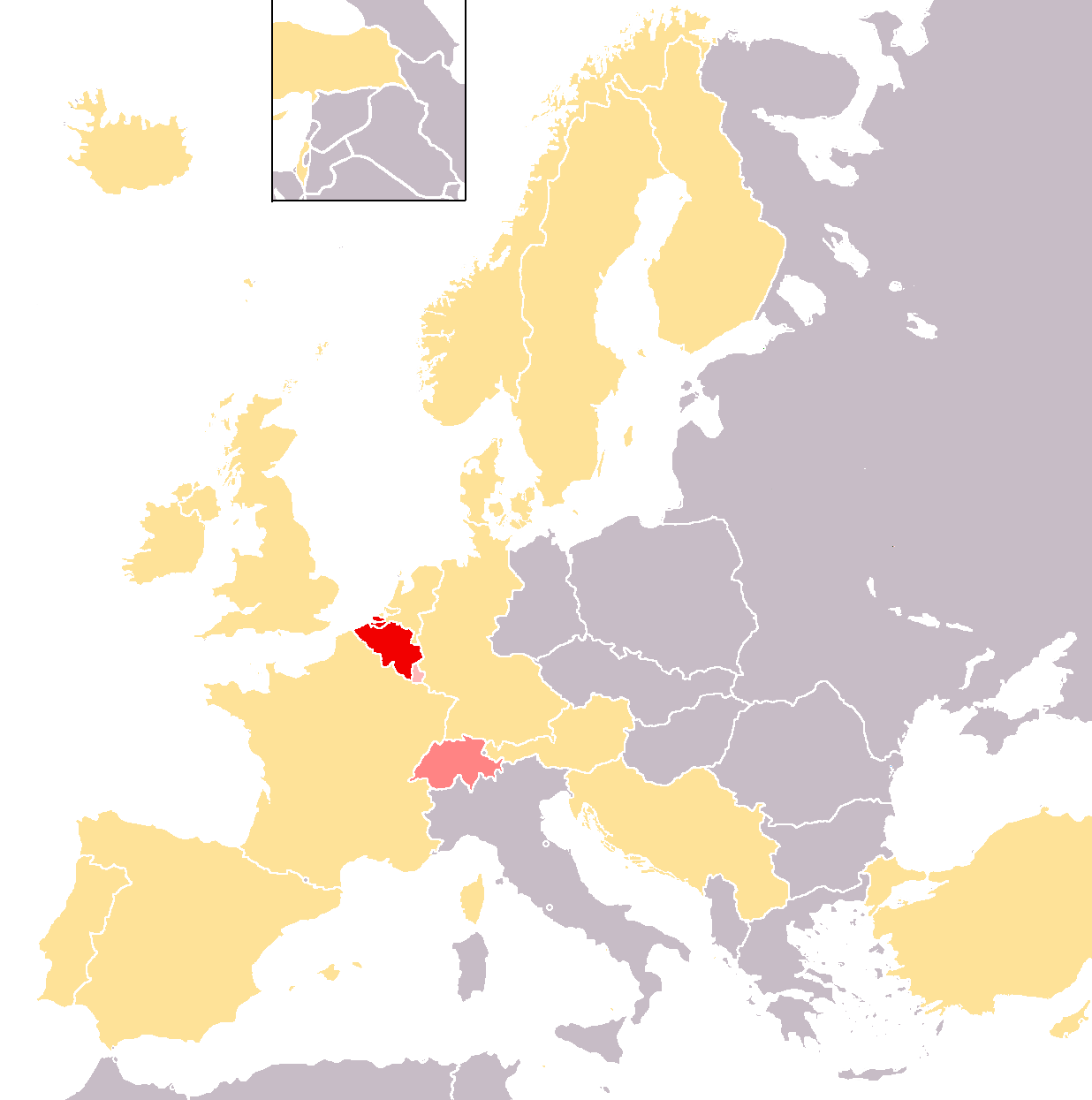
Vencedor
2º classificado
3º classificado

| Países Votantes  | Países Pontuados | Países Pontuados                              | Países Pontuados | Países Pontuados | Países Pontuados | Países Pontuados | Países Pontuados | Países Pontuados | Países Pontuados | Países Pontuados | Países Pontuados | Países Pontuados     | Países Pontuados | Países Pontuados | Países Pontuados | Países Pontuados | Países Pontuados | Países Pontuados | Países Pontuados | Países Pontuados |
| ---------------- | ---------------- | --------------------------------------------- | ---------------- | ---------------- | ---------------- | ---------------- | ---------------- | ---------------- | ---------------- | ---------------- | ---------------- | -------------------- | ---------------- | ---------------- | ---------------- | ---------------- | ---------------- | ---------------- | ---------------- | ---------------- |
| Países Votantes  | Luxemburgo       | República Socialista Federativa da Iugoslávia | França           | Noruega          | Reino Unido      | Islândia         | Países Baixos    | Turquia          | Espanha          | Suíça            | Israel           | República da Irlanda | Bélgica          | Alemanha         | Chipre           | Áustria          | Suécia           | Dinamarca        | Finlândia        | Portugal         |
| Luxemburgo       |                  | 2                                             |                  |                  | 4                |                  | 1                | 6                | 7                | 12               |                  | 3                    | 10               | 8                |                  |                  | 5                |                  |                  |                  |
| Iugoslávia       | 5                |                                               |                  |                  |                  |                  | 2                | 12               | 4                | 6                |                  | 8                    | 10               | 1                | 3                |                  | 7                |                  |                  |                  |
| França           | 8                |                                               |                  | 4                | 10               |                  |                  |                  | 6                | 7                | 1                | 3                    | 12               |                  |                  |                  | 2                | 5                |                  |                  |
| Noruega          | 12               |                                               | 3                |                  | 6                |                  |                  |                  |                  | 5                | 1                | 2                    | 8                |                  |                  |                  | 7                | 10               |                  | 4                |
| Reino Unido      | 8                | 7                                             |                  |                  |                  |                  |                  | 2                | 1                | 5                |                  |                      | 10               | 12               |                  |                  | 3                | 6                |                  | 4                |
| Islândia         | 1                | 5                                             |                  | 4                |                  |                  |                  |                  | 2                | 3                |                  | 8                    | 10               |                  |                  |                  | 12               | 7                | 6                |                  |
| Países Baixos    | 8                | 7                                             |                  | 2                |                  | 5                |                  | 6                |                  | 12               |                  |                      | 10               |                  |                  |                  | 3                | 4                | 1                |                  |
| Turquia          |                  | 3                                             |                  |                  | 6                | 2                | 7                |                  | 8                | 10               |                  | 5                    | 12               |                  |                  |                  |                  |                  | 1                | 4                |
| Espanha          |                  | 3                                             |                  |                  | 2                | 6                | 1                |                  |                  | 4                |                  | 12                   | 10               |                  |                  |                  | 7                | 5                |                  | 8                |
| Suíça            | 2                |                                               | 7                | 6                | 4                |                  |                  | 8                | 1                |                  | 5                |                      | 10               |                  |                  |                  | 12               | 3                |                  |                  |
| Israel           | 4                | 1                                             |                  |                  | 2                |                  | 8                | 3                |                  | 12               |                  | 6                    | 5                |                  |                  |                  |                  | 10               |                  | 7                |
| Irlanda          | 7                | 3                                             |                  | 6                |                  |                  |                  |                  | 5                | 10               |                  |                      | 12               | 8                | 1                | 2                |                  | 4                |                  |                  |
| Bélgica          | 10               | 4                                             |                  | 5                |                  |                  |                  | 6                | 3                | 12               |                  | 2                    |                  | 7                |                  | 1                |                  |                  | 8                |                  |
| Alemanha         | 12               |                                               |                  | 6                | 5                |                  | 10               | 8                |                  |                  |                  |                      | 1                |                  |                  | 2                | 4                | 7                | 3                |                  |
| Chipre           | 8                | 12                                            |                  | 6                | 2                | 4                | 1                |                  |                  | 5                |                  |                      | 10               |                  |                  |                  |                  | 7                | 3                |                  |
| Áustria          | 10               | 1                                             |                  |                  | 3                |                  |                  | 2                | 7                | 4                |                  | 12                   | 6                | 8                |                  |                  | 5                |                  |                  |                  |
| Suécia           | 10               | 1                                             | 3                |                  | 8                | 2                |                  |                  |                  | 12               |                  | 7                    | 6                | 5                |                  |                  |                  | 4                |                  |                  |
| Dinamarca        | 2                |                                               |                  | 5                | 8                |                  |                  |                  | 3                | 4                |                  | 12                   | 10               | 7                |                  |                  | 6                |                  |                  | 1                |
| Finlândia        | 4                |                                               |                  |                  | 10               |                  | 3                |                  | 1                | 7                |                  | 8                    | 12               | 2                |                  | 6                | 5                |                  |                  |                  |
| Portugal         | 6                |                                               |                  |                  | 2                |                  | 7                |                  | 3                | 10               |                  | 8                    | 12               | 4                |                  | 1                |                  | 5                |                  |                  |
| Total            | 117              | 49                                            | 13               | 44               | 72               | 19               | 40               | 53               | 51               | 140              | 7                | 96                   | 176              | 62               | 4                | 12               | 78               | 77               | 22               | 28               |
| Lugar            | 3º               | 11º                                           | 17º              | 12º              | 7º               | 16º              | 13º              | 9º               | 10º              | 2º               | 19º              | 4º                   | 1º               | 8º               | 20º              | 18º              | 5º               | 6º               | 15º              | 14º              |
| Países Votantes  | Luxemburgo       | República Socialista Federativa da Iugoslávia | França           | Noruega          | Reino Unido      | Islândia         | Países Baixos    | Turquia          | Espanha          | Suíça            | Israel           | República da Irlanda | Bélgica          | Alemanha         | Chipre           | Áustria          | Suécia           | Dinamarca        | Finlândia        | Portugal         |
| Países Pontuados |                  |                                               |                  |                  |                  |                  |                  |                  |                  |                  |                  |                      |                  |                  |                  |                  |                  |                  |                  |                  |

| Países Votantes  | Países Pontuados | Países Pontuados                              | Países Pontuados | Países Pontuados | Países Pontuados | Países Pontuados | Países Pontuados | Países Pontuados | Países Pontuados | Países Pontuados | Países Pontuados | Países Pontuados     | Países Pontuados | Países Pontuados | Países Pontuados | Países Pontuados | Países Pontuados | Países Pontuados | Países Pontuados | Países Pontuados |
| ---------------- | ---------------- | --------------------------------------------- | ---------------- | ---------------- | ---------------- | ---------------- | ---------------- | ---------------- | ---------------- | ---------------- | ---------------- | -------------------- | ---------------- | ---------------- | ---------------- | ---------------- | ---------------- | ---------------- | ---------------- | ---------------- |
| Países Votantes  | Luxemburgo       | República Socialista Federativa da Iugoslávia | França           | Noruega          | Reino Unido      | Islândia         | Países Baixos    | Turquia          | Espanha          | Suíça            | Israel           | República da Irlanda | Bélgica          | Alemanha         | Chipre           | Áustria          | Suécia           | Dinamarca        | Finlândia        | Portugal         |
| Luxemburgo       | 0                | 2                                             | 0                | 0                | 4                | 0                | 1                | 6                | 7                | 12               | 1                | 3                    | 10               | 8                | 0                | 0                | 5                | 0                | 0                | 0                |
| Iugoslávia       | 5                | 2                                             | 0                | 0                | 4                | 0                | 3                | 18               | 11               | 18               | 1                | 11                   | 20               | 9                | 3                | 0                | 12               | 0                | 0                | 0                |
| França           | 13               | 2                                             | 0                | 4                | 14               | 0                | 3                | 18               | 17               | 25               | 1                | 14                   | 32               | 9                | 3                | 0                | 14               | 5                | 0                | 0                |
| Noruega          | 25               | 2                                             | 3                | 4                | 20               | 0                | 3                | 18               | 17               | 30               | 2                | 16                   | 40               | 9                | 3                | 0                | 21               | 15               | 0                | 4                |
| Reino Unido      | 33               | 9                                             | 3                | 4                | 20               | 0                | 3                | 20               | 18               | 35               | 2                | 16                   | 50               | 21               | 3                | 0                | 24               | 21               | 0                | 8                |
| Islândia         | 34               | 14                                            | 3                | 8                | 20               | 0                | 3                | 20               | 20               | 38               | 2                | 24                   | 60               | 21               | 3                | 0                | 36               | 28               | 6                | 8                |
| Países Baixos    | 42               | 21                                            | 3                | 10               | 20               | 5                | 3                | 26               | 20               | 50               | 2                | 24                   | 70               | 21               | 3                | 0                | 39               | 32               | 7                | 8                |
| Turquia          | 42               | 24                                            | 3                | 10               | 26               | 7                | 10               | 26               | 28               | 60               | 2                | 29                   | 82               | 21               | 3                | 0                | 39               | 32               | 8                | 12               |
| Espanha          | 42               | 27                                            | 3                | 10               | 28               | 13               | 11               | 26               | 28               | 64               | 2                | 41                   | 90               | 21               | 3                | 0                | 46               | 37               | 8                | 20               |
| Suíça            | 44               | 27                                            | 10               | 16               | 32               | 13               | 11               | 34               | 29               | 64               | 7                | 41                   | 102              | 21               | 3                | 0                | 58               | 40               | 8                | 20               |
| Israel           | 48               | 28                                            | 10               | 16               | 34               | 13               | 19               | 37               | 29               | 76               | 7                | 47                   | 107              | 21               | 3                | 0                | 58               | 50               | 8                | 27               |
| Irlanda          | 55               | 31                                            | 10               | 22               | 34               | 13               | 19               | 37               | 34               | 86               | 7                | 47                   | 119              | 29               | 4                | 2                | 58               | 54               | 8                | 27               |
| Bélgica          | 65               | 35                                            | 10               | 27               | 34               | 13               | 19               | 43               | 37               | 98               | 7                | 49                   | 119              | 36               | 4                | 3                | 58               | 54               | 16               | 27               |
| Alemanha         | 77               | 35                                            | 10               | 33               | 39               | 13               | 29               | 51               | 37               | 98               | 7                | 49                   | 120              | 36               | 4                | 5                | 62               | 61               | 19               | 27               |
| Chipre           | 85               | 47                                            | 10               | 39               | 41               | 17               | 30               | 51               | 37               | 103              | 7                | 49                   | 130              | 36               | 4                | 5                | 62               | 68               | 22               | 27               |
| Áustria          | 95               | 48                                            | 10               | 39               | 44               | 17               | 30               | 53               | 44               | 107              | 7                | 61                   | 136              | 44               | 4                | 5                | 67               | 68               | 22               | 27               |
| Suécia           | 105              | 49                                            | 13               | 39               | 52               | 19               | 30               | 53               | 44               | 119              | 7                | 68                   | 142              | 49               | 4                | 5                | 67               | 72               | 22               | 27               |
| Dinamarca        | 107              | 49                                            | 13               | 44               | 60               | 19               | 30               | 53               | 47               | 123              | 7                | 80                   | 152              | 56               | 4                | 5                | 73               | 72               | 22               | 28               |
| Finlândia        | 111              | 49                                            | 13               | 44               | 70               | 19               | 33               | 53               | 48               | 130              | 7                | 88                   | 164              | 58               | 4                | 11               | 78               | 72               | 22               | 28               |
| Portugal         | 117              | 49                                            | 13               | 44               | 72               | 19               | 40               | 53               | 51               | 140              | 7                | 96                   | 176              | 62               | 4                | 12               | 78               | 77               | 22               | 28               |
| Lugar            | 3º               | 11º                                           | 17º              | 12º              | 7º               | 16º              | 13º              | 9º               | 10º              | 2º               | 19º              | 4º                   | 1º               | 8º               | 20º              | 18º              | 5º               | 6º               | 15º              | 14º              |
| Países Votantes  | Luxemburgo       | República Socialista Federativa da Iugoslávia | França           | Noruega          | Reino Unido      | Islândia         | Países Baixos    | Turquia          | Espanha          | Suíça            | Israel           | República da Irlanda | Bélgica          | Alemanha         | Chipre           | Áustria          | Suécia           | Dinamarca        | Finlândia        | Portugal         |
| Países Pontuados |                  |                                               |                  |                  |                  |                  |                  |                  |                  |                  |                  |                      |                  |                  |                  |                  |                  |                  |                  |                  |

#### 12 pontos
Os países que receberam 12 pontos foram os seguintes:
| # | Países Pontuados | Países Votantes                                    |
| - | ---------------- | -------------------------------------------------- |
| 5 | Bélgica          | Finlândia, França, Irlanda, Portugal, Turquia      |
| 5 | Suíça            | Bélgica, Israel, Luxemburgo, Países Baixos, Suécia |
| 3 | Irlanda          | Áustria, Espanha, Dinamarca                        |
| 2 | Luxemburgo       | Alemanha, Noruega                                  |
| 2 | Suécia           | Islândia, Suíça                                    |
| 1 | Alemanha         | Reino Unido                                        |
| 1 | Turquia          | Jugoslávia                                         |
| 1 | Iugoslávia       | Chipre                                             |

### Maestros
Em baixo encontra-se a lista de maestros que conduziram a orquestra, na respectiva actuação de cada país concorrente. 
| País              | Maestro              |
| ----------------- | -------------------- |
| Luxemburgo        | Rolf Soja            |
| Iugoslávia        | Nikica Kalogjera     |
| França            | Jean-Claude Petit    |
| Noruega           | Egil Monn-Iversen    |
| Reino Unido       | Nenhum               |
| Islândia          | Gunnar Þórdarsson    |
| Países Baixos     | Harry van Hoof       |
| Turquia           | Melih Kibar          |
| Espanha           | Eduardo Leiva        |
| Suíça             | Atilla Şereftuğ      |
| Israel            | Yoram Zadok          |
| Irlanda           | Noel Kelehan         |
| Bélgica           | Jo Carlier           |
| Alemanha          | Hans Blum            |
| Chipre            | Martyn Ford          |
| Áustria           | Richard Österreicher |
| Suécia            | Anders Berglund      |
| Dinamarca         | Egil Monn-Iversen    |
| Finlândia         | Ossi Runne           |
| Portugal          | Colin Frechter       |
| Maestro anfitrião | Egil Monn-Iversen    |

## Artistas repetentes
Em 1986, os repetentes foram:
| País (1986) | Foto | Artista | Ano Anterior | País Representado | Canção    | Tradução | Pontuação | Classificação |
| ----------- | ---- | ------- | ------------ | ----------------- | --------- | -------- | --------- | ------------- |
| Chipre      |      | Elpida  | ESC 1979     | Grécia            | "Sokrati" | Sócrates | 69        | 8º            |